# Cartago (miasto w Kostaryce)

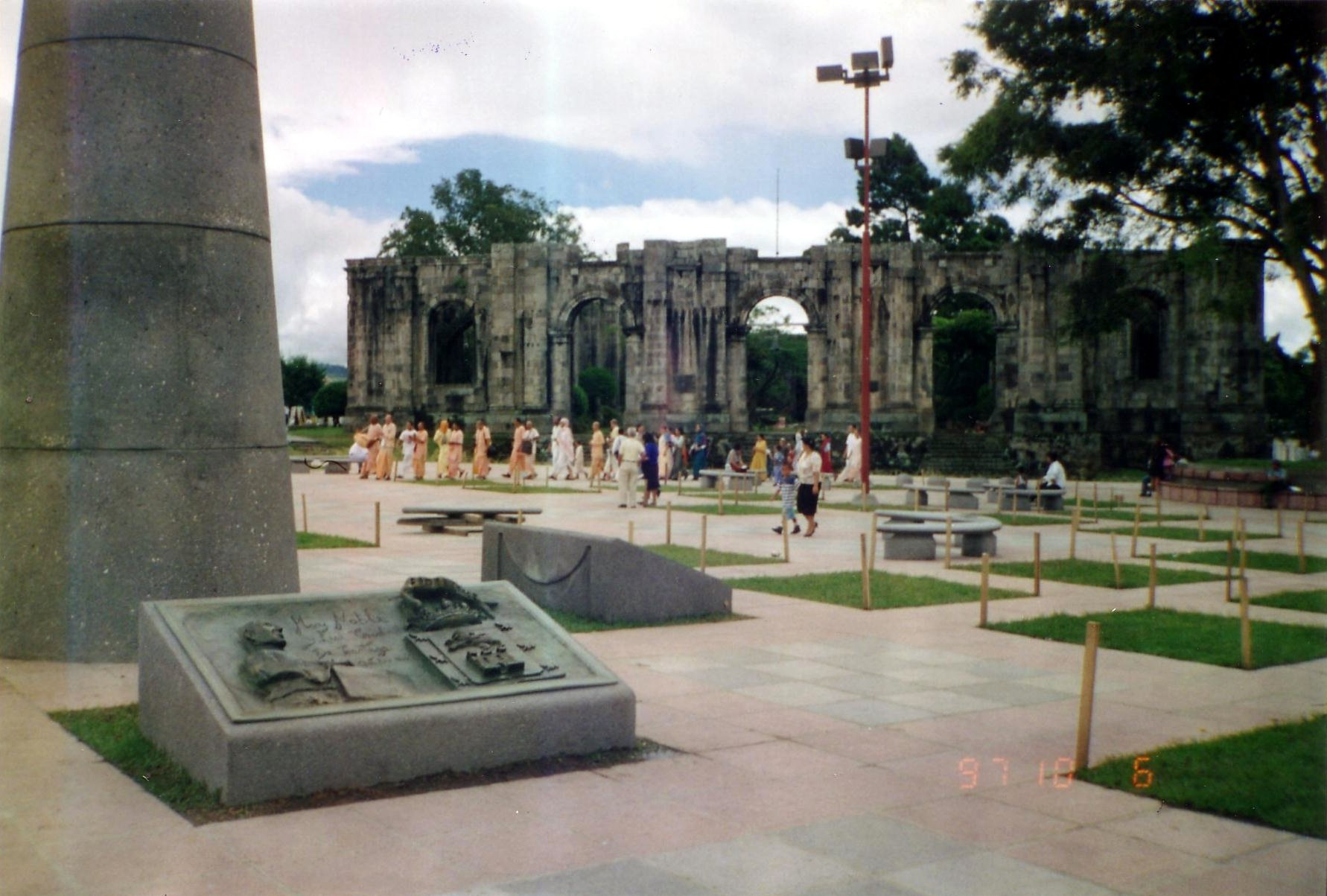
Ruiny kościoła w Cartago

Cartago – miasto w Kostaryce, położone w środkowej części kraju, u stóp wulkanu Irazú (3432 m n.p.m.), w odległości 22 km od stolicy kraju San José. Jest ośrodkiem administracyjnym prowincji Cartago. Ludność: 156 600 mieszkańców.
Cartago, założone w 1563 przez hiszpańskiego zdobywcę Juana Vasqueza de Coronado, jest najstarszym miastem kraju i zarazem jego pierwszą stolicą. Funkcję tę Cartago pełniło do 1823. Ze względu na swoje położenie w strefie sejsmicznej miasto zostało dwukrotnie (1841, 1910) zniszczone przez trzęsienie ziemi i wybuch wulkanu Irazú.
Miasto ma bardzo dobre położenie komunikacyjne. Przebiega przez nie Droga Panamerykańska. Położona jest przy głównej linii kolejowej łączące stolicę kraju San José z głównym portem morskim kraju Limón. Stanowi ono główny ośrodek handlowy i przemysłowy w najlepiej rozwiniętym okręgu rolniczym kraju. Rozwinął się tu zatem głównie przemysł spożywczy, ale także cementowy. Znajduje się duży targ zwierzęcy.
W mieście godna obejrzenia jest zabytkowa katedra Nuestra Señora de los Angeles.